# Хомутівська сільська рада
| Хомутівська сільська рада — колишній орган місцевого самоврядування у Новоазовському районі Донецької області з адміністративним центром у с. Хомутове. Сільській раді підпорядковані населені пункти: - c. Хомутове - с. Бессарабка - с. Вітава - с. Сєдово-Василівка |

## Склад ради
Рада складається з 16 депутатів та голови.

## Керівний склад сільської ради
| ПІБ                         | Основні відомості                                                                                     | Дата обрання | Дата звільнення |
| --------------------------- | --- | ------------ | --------------- |
| Бондаренко Євгеній Павлович | Сільський голова, 1950 року народження, освіта, член Соціал-демократичної партії України (об'єднаної) | 26.03.2006   | 31.10.2010      |
| Ткач Віта Петрівна          | Сільський голова, 1963 року народження, освіта вища, член Партії регіонів                             | 31.10.2010   |                 |

Примітка: таблиця складена за даними джерела